# Hamburg Airways

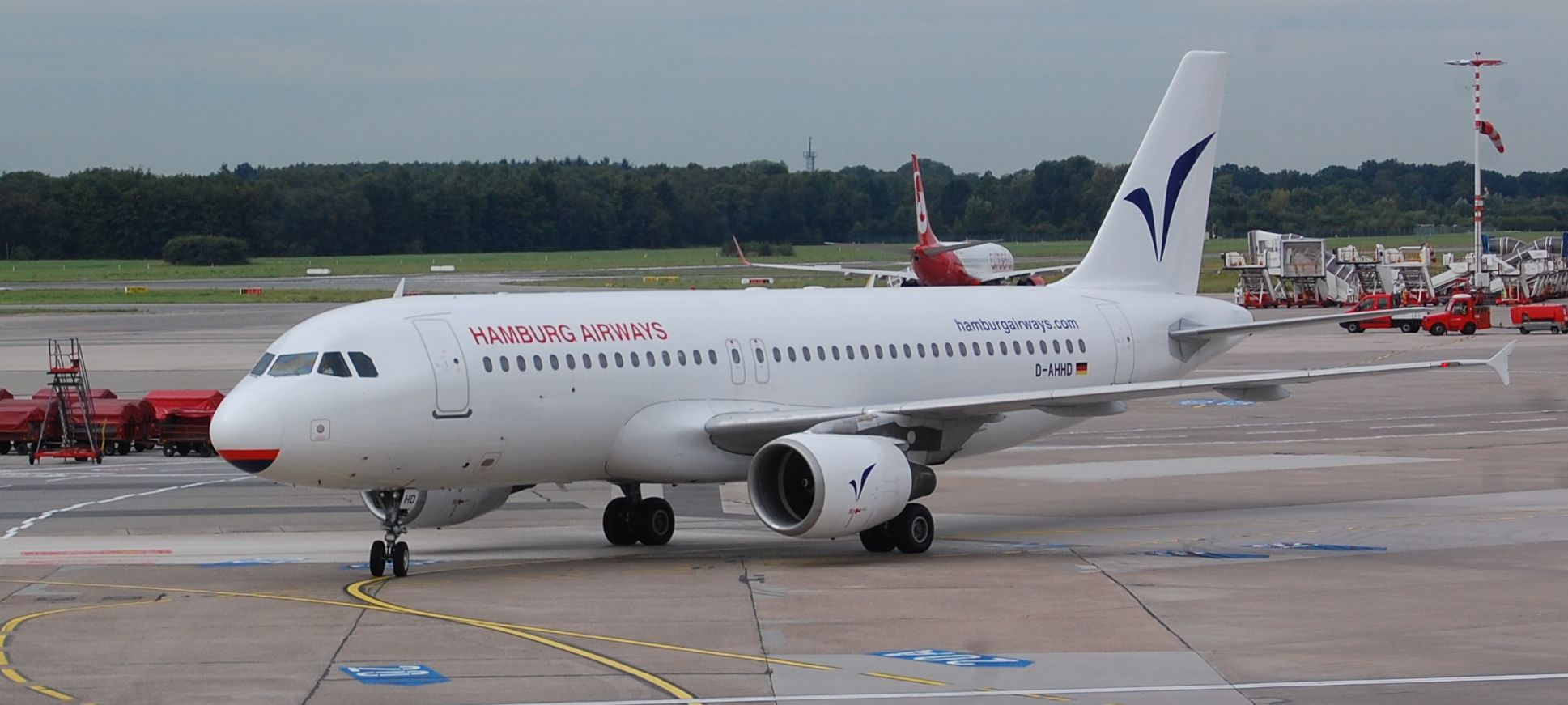
D-AHHD

Hamburg Airways é uma empresa da Alemanha que fora fundada em 2010. A empresa está localizada em Hamburgo, na Alemanha. 